# Постал
По̀стал (на италиански: Postal; на немски: Burgstall, Бургщал) е село и община в Северна Италия, автономна провинция Южен Тирол, автономен регион Трентино-Южен Тирол. Разположено е на 270 m надморска височина. Населението на общината е 1742 души (към 2010 г.).

## Език
Официални общински езици са и италианският и немският. Най-голямата част от населението говори немски. В общината се говори и други романски език, ладинският.
| %     | Роден език      |
| 22,78 | Италиански език |
| 76,61 | Немски език     |
| 0,61  | Ладински език   |